# Mr. Bad Example
Mr. Bad Example je osmé studiové album amerického hudebníka Warrena Zevona. Vydáno bylo v říjnu roku 1991 společností Giant Records. Jeho producentem byl Waddy Wachtel, který se Zevonem spolupracoval již v minulosti. Píseň obsahuje mimo jiné píseň „Things to Do in Denver When You're Dead“, jejímž názvem byl inspirován stejnojmenný film.

## Seznam skladeb
Autorem všech skladeb je Warren Zevon, pokud není uvedeno jinak.
1. Finishing Touches – 4:05
2. Suzie Lightning – 4:04
3. Model Citizen (LeRoy Marinell, Waddy Wachtel, Zevon) – 4:39
4. Angel Dressed in Black (Julia Mueller, Waddy Wachtel, Zevon) – 4:24
5. Mr. Bad Example (Jorge Calderón, Zevon) – 3:22
6. Renegade – 4:51
7. Heartache Spoken Here – 3:48
8. Quite Ugly One Morning – 3:53
9. Things to Do in Denver When You're Dead (LeRoy Marinell, Waddy Wachtel, Zevon) – 2:53
10. Searching for a Heart – 4:16

## Obsazení
- Warren Zevon – zpěv, klávesy, kytara
- Jorge Calderón – baskytara, doprovodné vokály
- Dan Dugmore – kytara, pedálová steel kytara
- Bob Glaub – baskytara
- Jim Keltner – bicí
- Tito Larriva – doprovodné vokály
- Kipp Lennon – doprovodné vokály
- Mark Lennon – doprovodné vokály
- Michael Lennon – doprovodné vokály
- David Lindley – housle, saz, lap steel kytara, cümbüş
- Jeff Porcaro – bicí
- Waddy Wachtel – kytara, doprovodné vokály
- Dwight Yoakam – doprovodné vokály
- Jordan Zevon – doprovodné vokály